# خضرآباد اعتمادی
خضرآباد اعتمادی، روستایی از توابع بخش بهمن شهرستان ابرکوه در استان یزد ایران است.

## جمعیت
این روستا در دهستان اسفندار قرار دارد و براساس سرشماری مرکز آمار ایران در سال ۱۳۸۵، جمعیت آن زیر سه خانوار بوده‌است.